# Monte Pravello

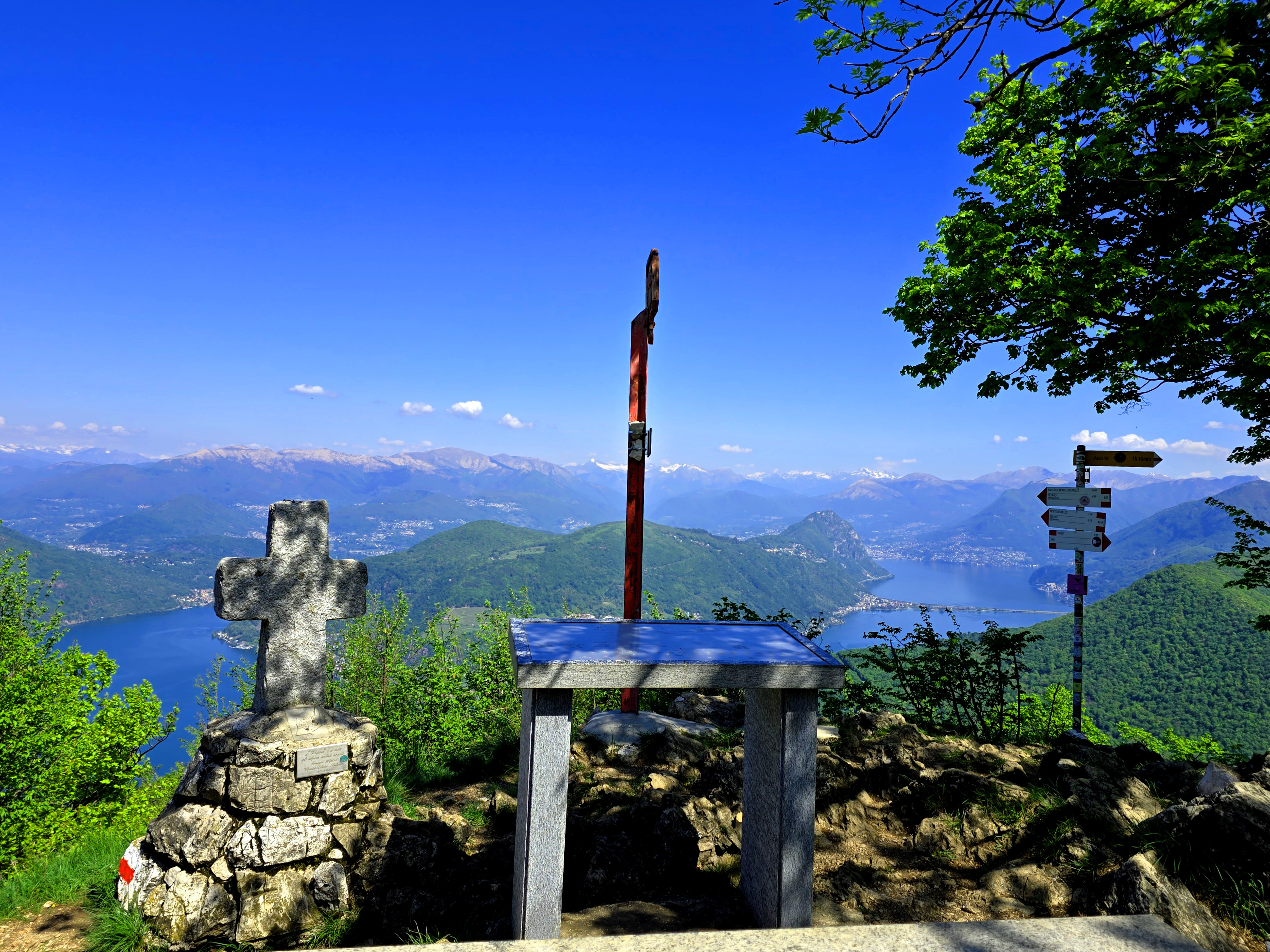
Lago di Lugano, dalla vetta del Monte Pravello

Il monte Pravello (1015 m s.l.m.) è una montagna delle Prealpi Luganesi che si trova sul confine tra l'Italia e la Svizzera.

## Geografia
Si situa tra l’ex comune svizzero di Arzo (accorpato a Mendrisio) e i comuni italiani di Viggiù e Saltrio; con i suoi 1015 m s.l.m. è una delle cime più alte della Valmorea. Dalla vetta si gode di un’ampia vista sulla sottostante valle, sulle montagne vicine e sui rami meridionali del lago di Lugano. 

Nel territorio di Arzo scorre il torrente Lanza, lo stesso che percorre tutta la valle fino a sfociare poi nel fiume Olona, che a sua volta scorre nell'omonima valle. Il monte, oltre che essere la cima più alta della valle, è allo stesso tempo il punto più a nord della zona vallifera che dall’Italia si protende verso la Svizzera.

## Rifugi
Il Rifugio Monte Pravello è situato, quasi in cima, sul versante meridionale, che confina con il monte Orsa. Di proprietà del Gruppo Antincendio Val Ceresio, è riservato ai soci ma saltuariamente è aperto al pubblico.

## Flora e fauna
La vegetazione del monte si caratterizza principalmente per due tipi di piante: conifere quali abeti, pini, pecci e larici e; in misura minore sono presenti faggi.
La fauna è invece composta da volpi, scoiattoli, civette, falchi, aironi e cervi.

## Clima
Il suo clima è di tipo alpino e con inverni lunghi e molto freddi con abbondanti nevicate ed estati relativamente brevi e miti. Precipitazioni principalmente autunnali ed invernali, tendenzialmente a carattere nevoso dopo la metà di ottobre. Questo fa sì che gli sport invernali come sci di fondo, sci e snowboard siano molto praticati.